# Đurđica Bjedov
Đurđica Bjedov   (Split, 5 d'abril de 1947) és una nedadora croata, ja retirada, guanyadora de dues medalles olímpiques.
El 1968 va prendre part en els Jocs Olímpics d'Estiu de Ciutat de Mèxic, on va disputar tres proves del programa de natació. En els 100 metres braça guanyà la medalla d'or, alhora que establia un nou rècord olímpic, i en els 200 metres braça la de bronze. També disputà 4x100 metres estils, on l'equip iugoslau fou desqualificat perquè Bjedov saltà massa aviat en el seu relleu. Per aquests èxits fou escollida com a Atleta Iugoslava de l'Any.
Després de retirar-se de les competicions va treballar com a entrenadora de natació i va criar la seva filla Anamarija Petričević, també nedadora olímpica. Ambdues viuen a Locarno, Suïssa. El  1987 fou inclosa a l'International Swimming Hall of Fame.